# جاستن سامبسون
جاستن سامبسون (بالإنجليزية: Justin Sampson)‏ هو مدرب اتحاد الرغبي ‏ أسترالي، ولد في 2 سبتمبر 1966 في كوبار ‏ في أستراليا.